# Мратинићи
Мратинићи је насељено место у Босни и Херцеговини, у општини Крешево. Административно припада Федерацији Босне и Херцеговине, односно њеном Средњобосанском кантону. Према попису становништва из 2013. у насељу је било 416 становника, а већинску популацију чинили су Хрвати и Бошњаци.

## Становништво
По последњем службеном попису становништва из 2013. године, у овом насељу живело је 416 становника, а село је било етнички хетерогено са мешовитом хрватско-бошњачком популацијом.
| Националност | 2013. | 1991.        | 1981.        | 1971.        |
| Бошњаци      | —     | 276 (49,55%) | 250 (49,21%) | 239 (49,69%) |
| Хрвати       | —     | 230 (41,29%) | 245 (48,23%) | 236 (49,06%) |
| Срби         | —     | 3 (0,54%)    | 0            | 0            |
| Југословени  | —     | 22 (3,95%)   | 8 (1,57%)    | 1 (0,20%)    |
| Албанци      | —     | 0            | 2 (0,39%)    | 0            |
| остали       | —     | 26 (4,66%)   | 3 (0,59%)    | 5 (1,04%)    |
| Укупно       | 416   | 557          | 508          | 481          |